# Merániai Ágnes francia királyné
Merániai Ágnes (1172 k. – Senlis, 1201. július 20.) Franciaország királynéja, II. Fülöp Ágost harmadik felesége, IV. Bertold merániai herceg, a bajorországi Andechs urának leánya volt. Testvére, Gertrúd révén a magyar II. András sógora volt.
Ágnes furcsa körülmények között lett francia királyné. 1193. augusztus 13-án ugyanis férje feleségül vette Dániai Ingeborgot, ám már másnaptól nem volt hajlandó vele élni és elismerni királynénak, hangoztatva, hogy – bár Ingeborg mást állított –, nem hálták el a nászt, illetve a túl közeli vérrokonságot próbálta bebizonyítani. Ősszel egy francia egyháziakból és előkelőségekből álló tanács ki is mondta a válást, és 1196. június 1-jén Compiègne városában Fülöp feleségül vette Ágnest, míg Ingeborg különféle kolostorokban és várakban élt gyakorlatilag rabként.
1198-ban azonban Rómában III. Ince került hatalomra, aki a pápaság egyetemes hatalmát hirdetve igyekezett beleszólni a koronás fők életébe. Ő nem volt hajlandó elismerni Fülöp válását, és többször felszólította a francia királyt, hogy hagyjon fel a bigámiával. Miután az uralkodó nem engedett, 1200. január 13-án Franciaországot interdictum alá vetették, azaz hivatalosan nem lehetett semmiféle egyházi jellegű tevékenységet folytatni a területén. Ez meghátrálása kényszerítette Fülöpöt, Ingeborgot elismerte feleségének, de továbbra sem éltek együtt.
Ágnes egy időre a poissy-i zárdába vonult, de miután a tilalom feloldását követően Ingeborgot Étampes-ba vitette, ismét maga mellé vette. A királynő azonban nem sokkal később elhunyt Senlis-ban. Mantes-ban temették el, a híradások szerint halála nagy szomorúsággal töltötte el férjét.

## Gyermekei
Négy gyermeke született Fülöp Ágosttól, ám közülük csak ketten érték meg a felnőttkort. III. Ince pápa magát a házasságot nem fogadta el törvényesnek, de az abból született utódokat legitim örökösöknek ismerte el.
- Mária (1198–1224), 1206–1212 között I. Philippe namuri gróf, 1213-tól I. Henrik brabanti herceg felesége
- Jean-Tristan (1200; halva született)
- Philippe Hurepel (1201–1234), Clermont-en-Beauvaisis és 1216-tól, házassága révén Boulogne grófja
- Agnès, halva született fiúgyermek